# Von der Leyenscher Hof (Koblenz)

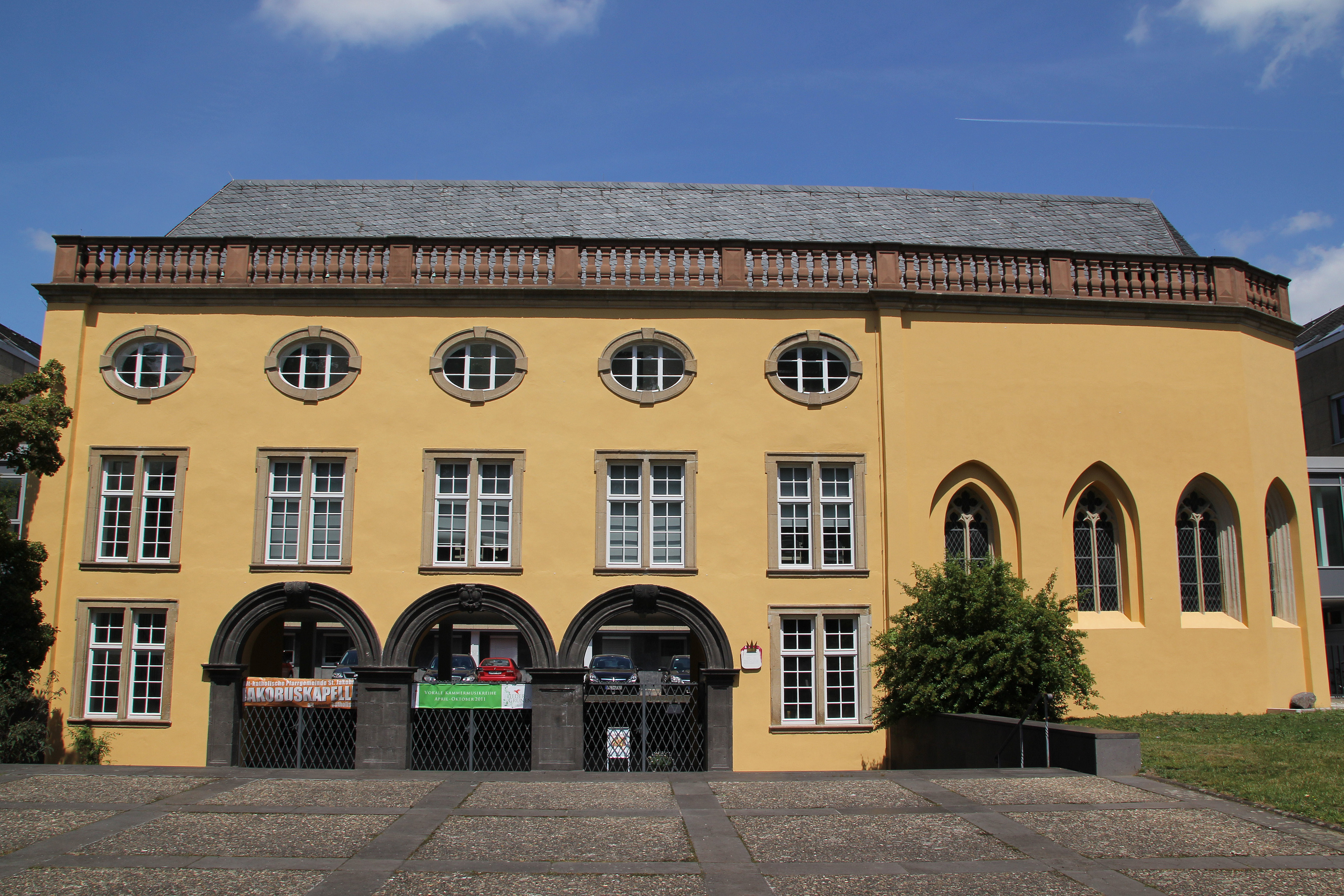
Der Südflügel des von der Leyenschen Hofes 2011

Der von der Leyensche Hof (auch von der Leyen’sche Hof) war ein spätmittelalterlicher Adelshof in Koblenz, der vermutlich auf den Trierer Kurfürsten Johann VI. von der Leyen zurückgeht. Der Gebäudekomplex am Kastorhof in der Koblenzer Altstadt wurde im Zweiten Weltkrieg in weiten Teilen zerstört und nach dem Krieg bis auf Reste des ehemaligen Südflügels mit der bereits 1355 errichteten Jakobuskapelle beseitigt, um Platz für den Neubau der Landesstraßenverwaltung zu machen (heute Landesbetrieb Mobilität Rheinland-Pfalz).

## Geschichte

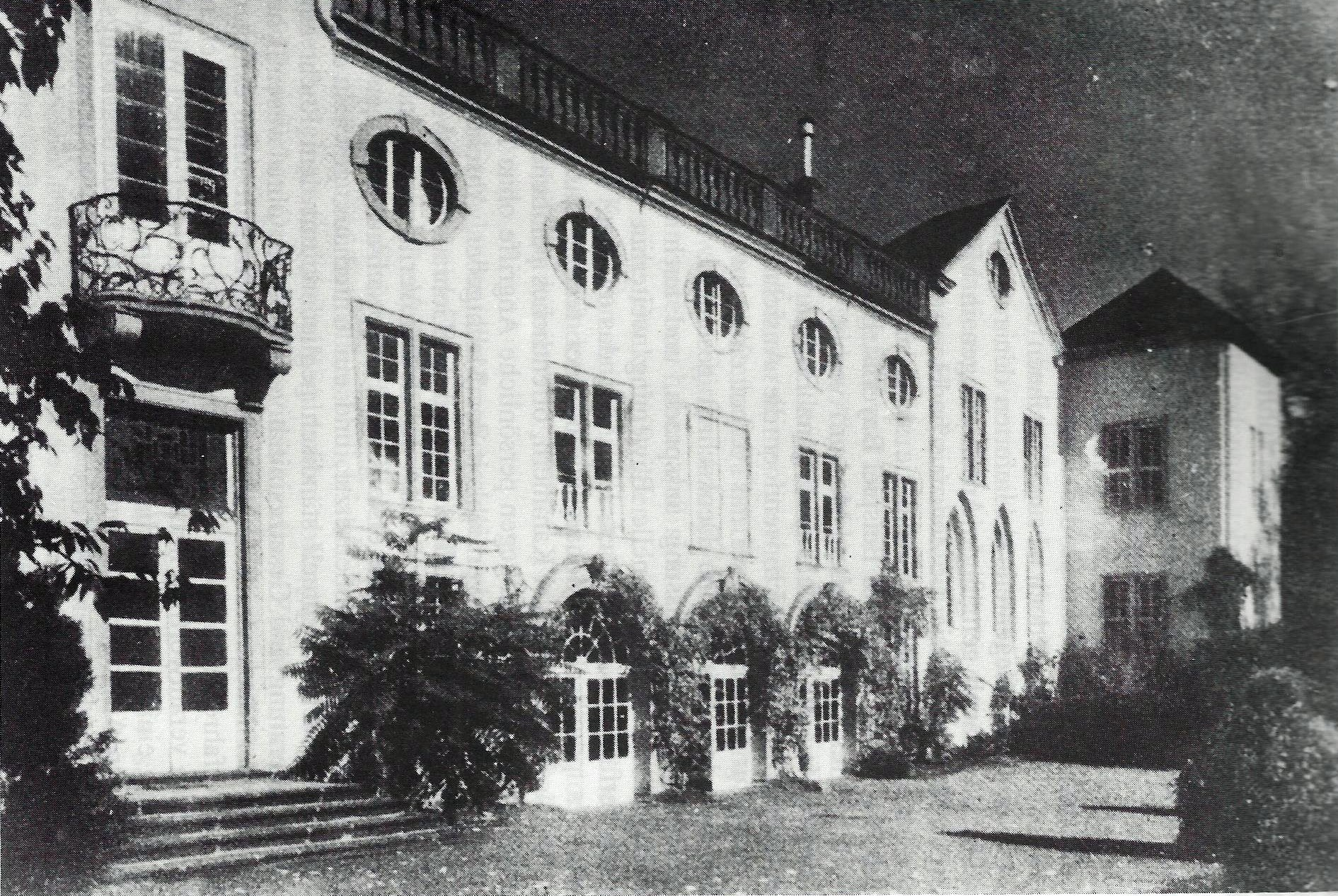
Historische Ansicht des zum Park des Anwesens gelegenen Südflügels des von der Leyenschen Hofes

Im 16. Jahrhundert kaufte Johann von der Leyen die ehemaligen Besitztümer des Deutschen Ordens am Kastorhof inklusive des Friedhofs und der Kapelle auf, weitere Gebäude und Grundstücke wurden noch Anfang des 17. Jahrhunderts hinzu erworben. 1614 kam, unter Einbeziehung der älteren Gebäude, der erste Neubau zur Ausführung. Zusammen mit anderen Koblenzer Adelshöfen wurde der von der Leyensche Hof in der französischen Zeit entfeudalisiert und ab 1801 Sitz des Präfekten des neugegründeten Rhein-Mosel-Departements. In diese Zeit fielen auch größere Umbauten am Gebäudekomplex. Erst unter Napoleon erhielt die Familie von der Leyen eine Entschädigung für ihren verlorenen Besitz in Höhe von zwei Millionen Francs.
1825 ging der Hof dann, nach Zahlung einer weiteren Entschädigung an das Haus von der Leyen, in den Besitz des Preußischen Staates über, der den Gebäudekomplex in der Folge als Generalkommando des VIII. Armeekorps nutzte. Im Zuge der Entmilitarisierung der Rheinlande nach dem Ersten Weltkrieg übernahm zunächst die amerikanische, später die französische Besatzung den Komplex. Die Luftangriffe auf Koblenz 1944 trafen den von der Leyenschen Hof und den angrenzenden Garten schwer. Das Anwesen wurde nach dem Krieg bis auf einen Teil des Südflügels und die Kapelle beseitigt, auf dem Grundriss entstand in den 1950er-Jahren unter Einbeziehung der älteren Gebäude ein Neubau für die Landesstraßenverwaltung. Im ehemaligen Garten des Hofs befindet sich heute u. a. die Grundschule St. Kastor.

## Baubeschreibung

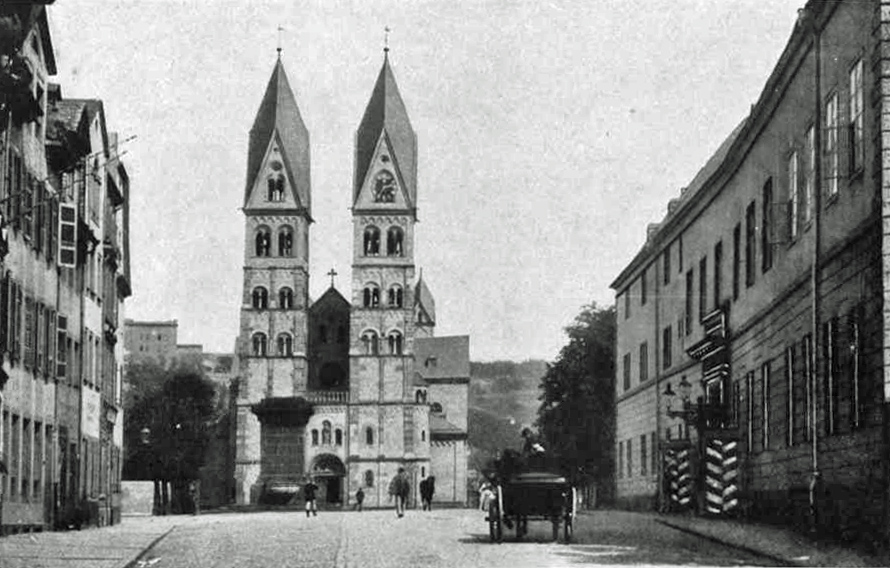
Blick aus der Kastorstraße auf die Kastorkirche 1900, rechts der Nordflügel des von der Leyenschen Hofes

Der von der Leyensche Hof bestand aus verschiedenen älteren und neueren baulich miteinander verbundenen Gebäuden und Gebäudeteilen. Zum Kastorhof befand sich der Nordflügel des Anwesens, der architektonisch eher schlicht gehalten war. Das Gebäude zerfiel in zwei Teile, von denen der linke, zur Kastorkirche gelegene dreistöckig und der rechte ursprünglich zweistöckig war. Etwa in der Mitte befand sich ein von zwei Pfeilern gerahmtes Eingangsportal. Der parallel hierzu gelegene, aufwändiger gestaltete Südflügel wurde im 18. Jahrhundert von Johann Georg Seitz umgebaut. An den heute noch vorhandenen Mittelbau mit seinen drei Arkaden schloss sich die bereits 1355 errichtete Jakobuskapelle an. Der Südflügel grenzte an den weitläufigen Park des Anwesens an. In diesem Garten stand in einiger Entfernung und parallel zum Südflügel eine 1716 vermutlich vom kurtrierischen Hofbaumeister Philipp Honorius von Ravensteyn erbaute Orangerie, die zeitweilig auch als Unterkunft des kommandierenden Generals des VIII. Armeekorps diente. Nord- und Südflügel waren durch ein weiteres, parallel zur Nagelsgasse errichtetes Gebäude miteinander verbunden. In diesem Westflügel waren u. a. die Küche und der Speisesaal untergebracht. Der Zugang in den durch die drei Gebäudeteile entstandenen Innenhof wie auch in den Adelshof allgemein befand sich in der Castorpfaffengasse.